# Фьяндино, Роберта
Робе́рта Фьянди́но (нем. Roberta Fiandino; 17 октября 1985, Кунео) — итальянская биатлонистка. Член сборной Италии по биатлону.

## Карьера
Призёр чемпионата Европы 2011 года в эстафете. Участница чемпионатов мира по биатлону и зимних олимпийских игр 2010 года в Ванкувере. Наилучшим результатом на этапах Кубке мира по биатлону является 16 место в спринте в итальянском Антхольце в сезоне 2008—2009.